# Guaracava-de-crista-alaranjada
Elénia-esverdeada, guaracava-de-crista-alaranjada ou guaracava-de-olheiras (Myiopagis viridicata) é uma espécie de ave da família Tyrannidae.
Pode ser encontrada nos seguintes países: Argentina, Belize, Bolívia, Brasil, Colômbia, Costa Rica, Equador, El Salvador, Guatemala, Guiana, Honduras, México, Nicarágua, Panamá, Paraguai, Peru, Estados Unidos da América e Venezuela.
Os seus habitats naturais são: florestas secas tropicais ou subtropicais , florestas subtropicais ou tropicais húmidas de baixa altitude e florestas secundárias altamente degradadas.